# Žiar (Gebirge)
Koordinaten: 48° 57′ N, 18° 46′ O

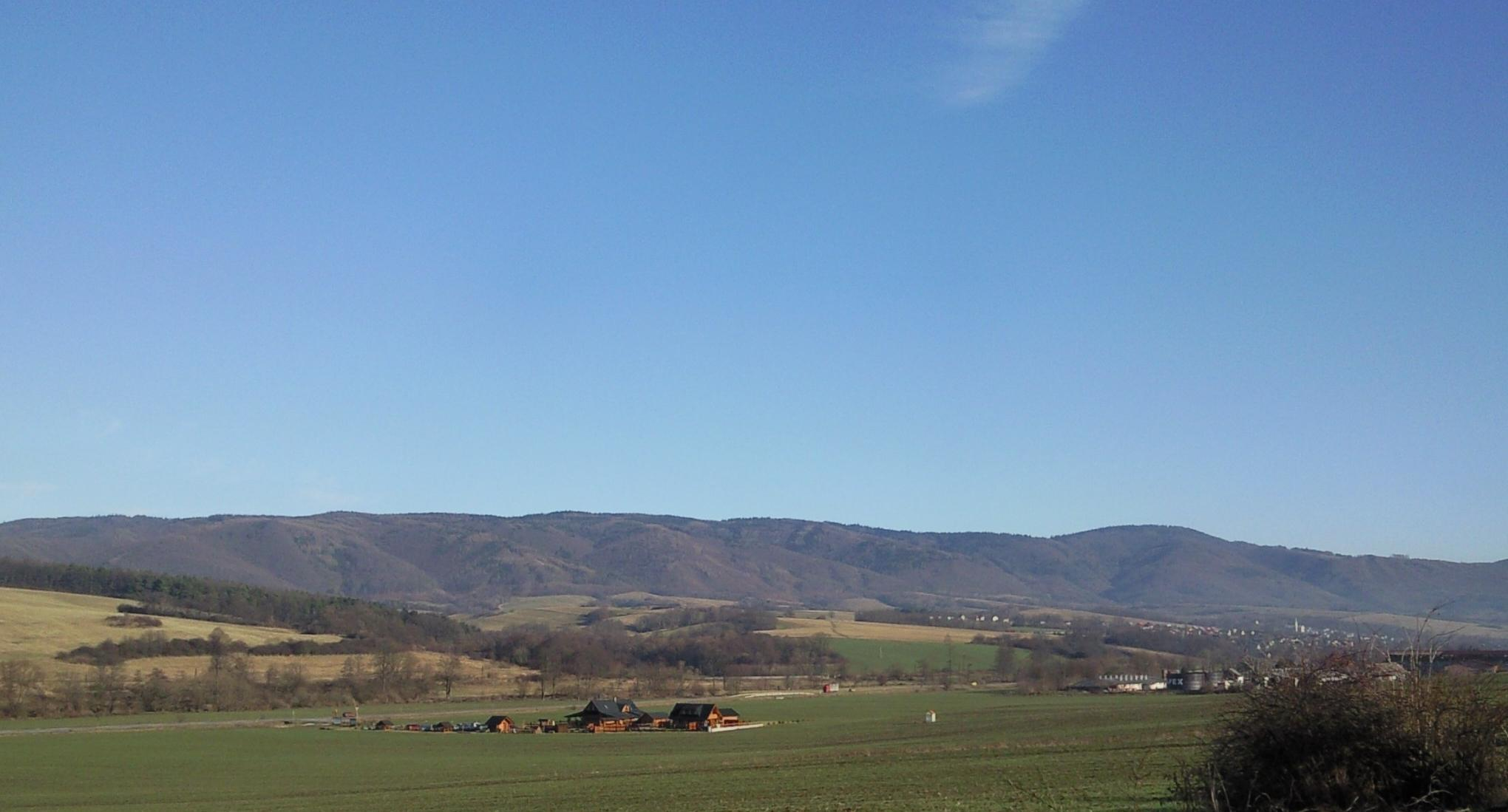
Der Hauptkamm von Malá Čausa aus gesehen

Lage des Gebirges in den Inneren Westkarpaten (rot hervorgehoben)

Der Žiar ist ein Gebirge in der mittleren Slowakei und Teil des Fatra-Tatra-Gebiets. Es ist in der Nord-Süd-Richtung langgezogen und befindet sich zwischen dem Talkessel Hornonitrianska kotlina im Westen und dem Turzbecken im Osten und grenzt an die Kleine Fatra im Norden und die Kremnitzer Berge im Süden. Der höchste Berg ist Chlieviská mit 1024 m n.m.
Das Gebirge gliedert sich in vier weitere geomorphologische Untereinheiten:
1. Sokol
2. Vyšehrad
3. Horeňovo
4. Rovne

Städte oder größere Orte in der Nähe sind Prievidza, Handlová, Nitrianske Pravno, Turčianske Teplice und Kláštor pod Znievom. Durch den Hauptkamm verläuft der längste slowakische Wanderweg Cesta hrdinov SNP sowie der Europäische Fernwanderweg E8.